# Serge de Diaghilev
Serge de Diaghilev (en russe : Серге́й Па́влович Дя́гилев, Sergueï Pavlovitch Diaguilev), né le 19 mars 1872 (31 mars dans le calendrier grégorien) à Selichtchi (ru) (gouvernement de Novgorod, Empire Russe) et mort le 19 août 1929 à Venise (Italie), est un organisateur de spectacles, critique d'art, protecteur des artistes, impresario de ballet russe.
Créateur et impresario de génie, il fonde les Ballets russes d'où sont issus maints danseurs et chorégraphes qui ont fait l'art de la danse du XXe siècle.

## Situation personnelle
Né dans une famille aisée de la petite noblesse russe de la Russie impériale, Serge de Diaghilev étudia le droit à l'université de Saint-Pétersbourg, ainsi que la musique et le chant au Conservatoire de cette même ville (un engouement qu'il a hérité de sa belle-mère). En 1890, on le retrouve à Perm. Il obtient un diplôme de musicologie en 1892 mais abandonne son rêve de compositeur après que son professeur, Nikolaï Rimski-Korsakov, lui a dit qu'il n'était pas véritablement doué pour cet art. 

### Vie privée

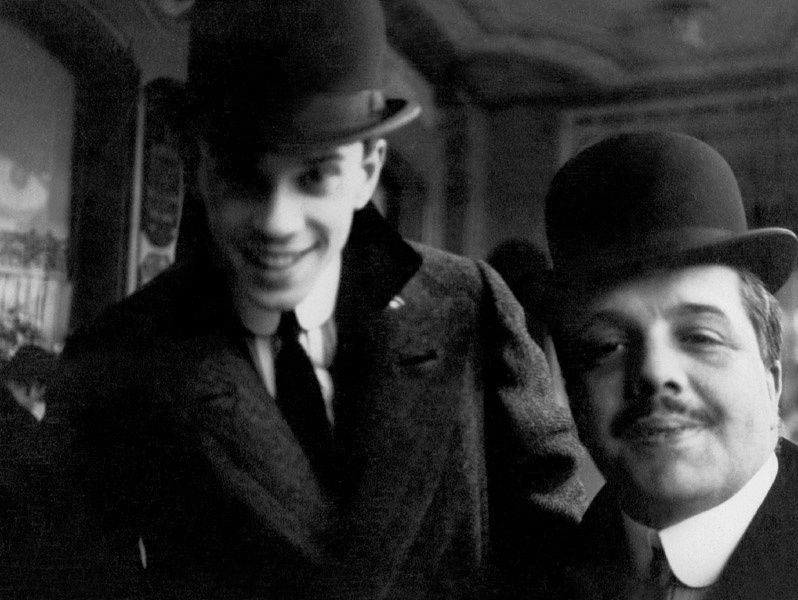
Vaslav Nijinski et Serge de Diaghilev en 1911.

Diaghilev a eu plusieurs relations à caractère homosexuel au cours de sa vie, d'abord avec son cousin Dima Philosophoff, lorsqu'ils étaient tous deux adolescents, puis avec le danseur Vaslav Nijinski, qui avait eu lui-même une liaison avec un riche aristocrate, en partie pour venir en aide à sa famille, délaissée par son père. Diaghilev a démis Nijinski de ses fonctions au sein des Ballets russes en 1913 après le mariage de ce dernier. L'artiste reviendra ultérieurement dans la compagnie mais la vieille amitié qui liait les deux hommes est définitivement rompue. Nijinski sombre peu à peu dans la folie et finit par ne plus reconnaître son ancien amant. La dernière relation connue de Diaghilev est l'écrivain et librettiste Boris Kochno, qui sera son secrétaire à partir de 1921 et l'accompagnera jusqu'à la fin de sa vie.
Diaghilev a également vécu une relation platonique avec la pianiste Misia Sert et la ballerine Tamara Karsavina.[source insuffisante]

### Caractère
Au travers des récits de ses différents danseurs, Diaghilev apparaît comme sévère, exigeant et effrayant. Ninette de Valois, qui ne rougissait cependant pas facilement, dit qu'elle est tellement intimidée qu'elle n'ose pas le regarder en face. George Balanchine rapporte qu'il se déplace avec une canne au cours des répétitions et n'hésite pas à s'en servir pour corriger tel ou tel danseur qui lui déplaît. D'autres danseurs affirment qu'il est capable de les paralyser d'un regard ou d'une phrase assassine. D'un autre côté, il est capable d'une extrême gentillesse. C'est ainsi que, étant au bord de la faillite, en Espagne, au cours de la Première Guerre mondiale, il a donné ses derniers deniers à Lydia Sokolova pour soigner son enfant malade[réf. nécessaire].
Alicia Markova, Tamara Karsavina, Serge Lifar, et Sokolova se souviennent de Diaghilev comme d'un personnage paternaliste qui plaçait les besoins de sa compagnie au-dessus des siens propres. Il émettait des chèques sans provision pour financer sa compagnie, se vêtir impeccablement et, à la fin de sa vie, collectionner de magnifiques livres rares.

### Après 1905
Le nouveau pouvoir issu de la révolution de février lui propose le poste de ministre des Arts. Diaghilev refuse et préfère rester à Paris. La prise du pouvoir par les bolcheviques en octobre 1917 contraint Diaghilev à l'exil. Durant cette période, il exerce son influence sur de nombreux domaines de l'art, mais surtout sur l'art de la scène. Il fait appel à Sonia et Robert Delaunay pour la reprise en 1918 du ballet Cléopâtre. Pablo Picasso, puis Max Ernst, André Derain, Juan Gris, Georges Rouault, Marie Laurencin participent également aux ballets russes [réf. nécessaire]. L'élan paneuropéen passe alors devant ses racines russes. Il fait également appel aux musiciens : Maurice Ravel, Claude Debussy, Darius Milhaud, Emmanuel Chabrier, Erik Satie, Georges Auric, Sergueï Prokofiev, Igor Stravinsky, Manuel de Falla et entretient une relation suivie avec Jean Cocteau[réf. nécessaire].

### Après 1917
Le nouveau régime de Lénine le désigne comme un exemple de la bourgeoisie décadente et, lorsqu'il devient évident que le régime soviétique perdure, l'exil de Diaghilev devient définitif. Les historiens soviétiques officiels de l'art l'évincent pour plus de 60 ans.
Il meurt le 19 août 1929 à Venise en Italie.

## Carrière

### Les Ballets russes

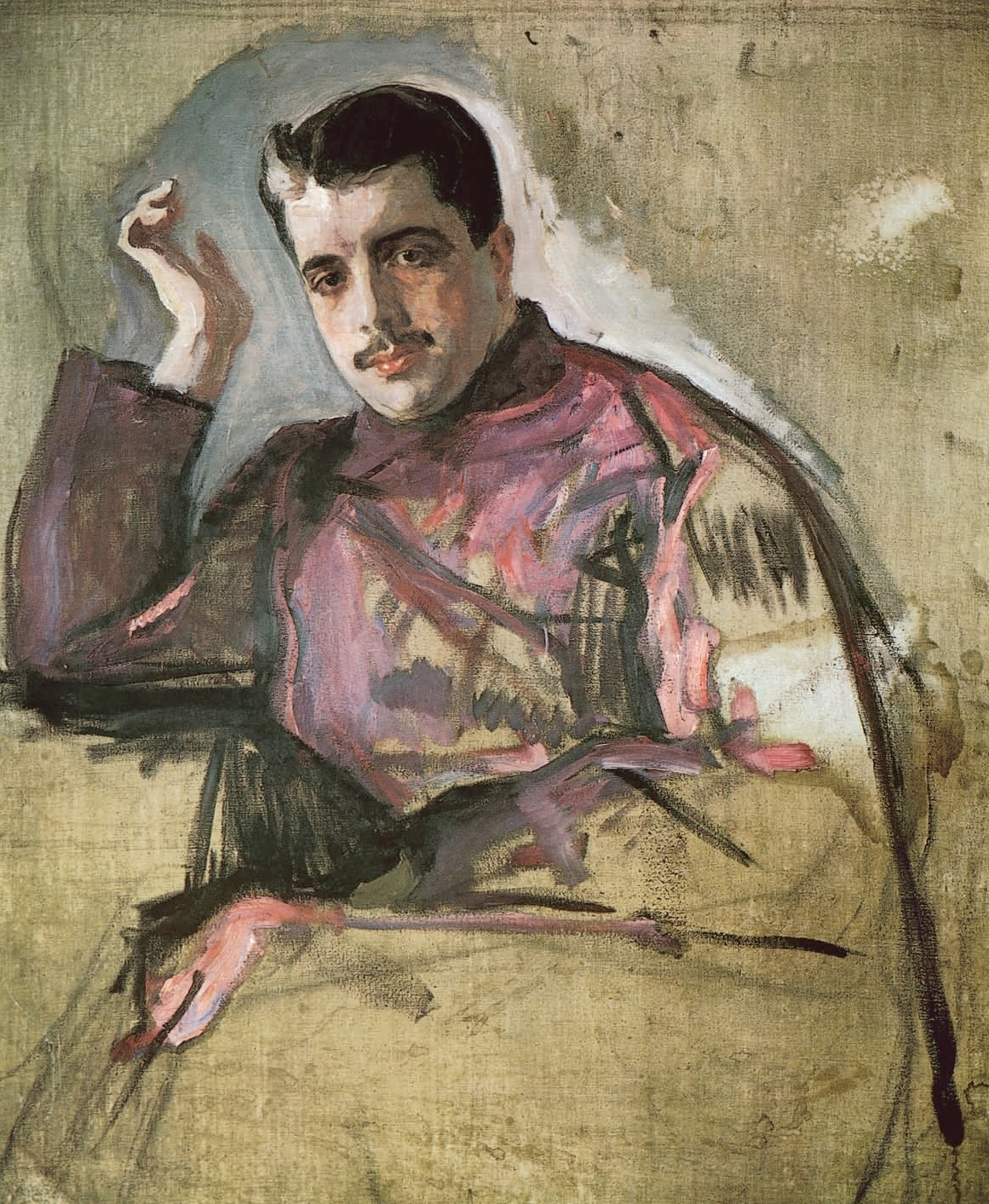
Valentin Serov, Portrait de Serge de Diaghilev (1904), Saint-Pétersbourg, Musée russe.

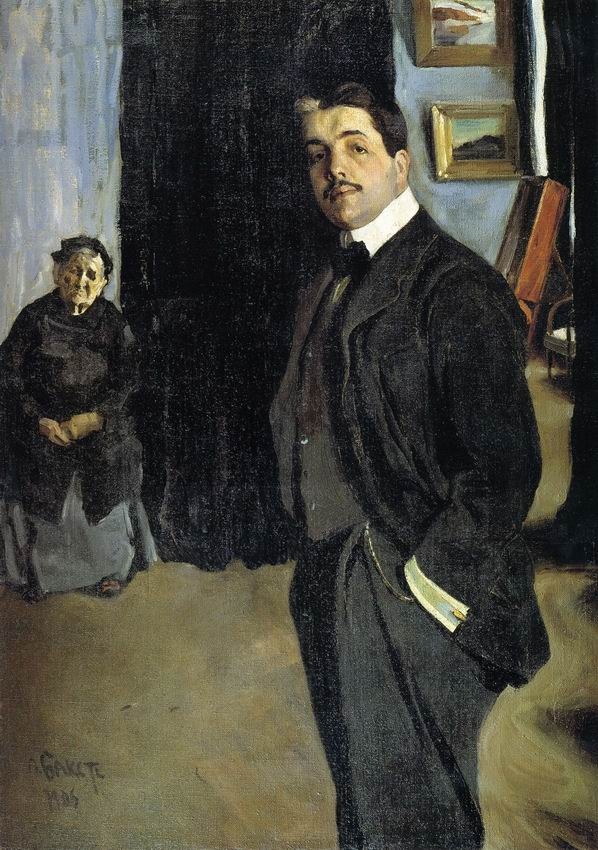
Léon Bakst, Portrait de Serge Diaghilev avec sa grand-mère (1906), Saint-Pétersbourg, Musée russe.

Il distribue des postes à ses amis intimes : Léon Bakst s'occupe des costumes du ballet français Le Cœur de la marquise (1902) chorégraphié par Marius Petipa ; Benois produit La Vengeance de Cupidon, un opéra de Sergueï Taneïev.
La fin du XIXe siècle amène plus de liberté dans la manière d'appréhender la tonalité, le rythme et les harmonies. Diaghilev est un des tout premiers à adopter ce nouveau style de musique.
A l'été1897, il se rend à Primel-Trégastel (Finistère) pour y retrouver son ami et ancien camarade d'université le peintre Alexandre Benois , où ils posent les bases du mouvement Mir Iskousstva  (Le Monde de l'Art) fondé l'année suivante.
En 1899, il est nommé assistant particulier du prince Serge Wolkonsky qui a récemment pris la direction des Théâtres impériaux. Diaghilev devient, dès l'année 1900, responsable de l’Annuel des théâtres impériaux.
Vers les années 1900-1901, Volkonski confie à Diaghilev le soin de monter Sylvia ou la Nymphe de Diane, un ballet de Léo Delibes. Avec Alexandre Benois dont c'est la pièce favorite, il crée une production qui conforte la réputation des Théâtres impériaux. En raison de divergences d'opinion, Diaghilev refuse d'éditer l’Annuel des théâtres impériaux dont il est finalement déchargé en 1901 et reste en disgrâce aux yeux de la noblesse. Certains biographes attribuent à l'homosexualité de Diaghilev l'origine principale de ce conflit. Cependant, cette homosexualité était connue bien avant qu'il n'intègre les Théâtres impériaux.
Ses amis lui restent fidèles et l'aident à monter des expositions. En 1905, il expose à Saint-Pétersbourg des portraits peints par des artistes russes, qu'il représente l'année suivante avec d'autres œuvres au Petit Palais de Paris. C'est le début d'une longue coopération avec le public français.
En 1907, Diaghilev fonde sa propre compagnie des Ballets russes. Grâce au soutien de la comtesse Greffulhe, créatrice de la Société des grandes auditions, il organise cinq concerts de musique russe à Paris et l'année suivante il présente Boris Godounov de Modeste Moussorgski à l'Opéra Garnier avec en vedette Fédor Chaliapine, sous la direction d'Emil Cooper. C'est à cette époque qu'il rajoute une particule à son nom dans ses correspondances avec les mécènes français. Son succès français l'incite à revenir avec ses Ballets russes désormais célèbres qui comprennent des danseurs de renom : Adolph Bolm, Tamara Karsavina, Vera Karalli et surtout Anna Pavlova et Vaslav Nijinski qui font sensation lors de la première, le 19 mai 1909.
Diaghilev se sépare définitivement du ballet impérial en 1911 et fait de sa compagnie une troupe privée indépendante composée des meilleurs éléments du théâtre Mariinsky. Elle se fixe à Monte-Carlo, Paris et Londres, sans attache à un quelconque théâtre en particulier.
Tout au long de ces années, Diaghilev programme différentes compositions de Nikolaï Rimski-Korsakov : La Jeune Fille de Pskov (Pskovitianka ; russe : Псковитянка), Nuit de mai (Maïskaïa Notch ; russe : Майская ночь), Le Coq d'or (russe : Золотой Петушок). Son adaptation au ballet de la suite orchestrale Shéhérazade, présentée en 1910, lui vaut les foudres de la veuve du compositeur, Nadejda Rimskaïa-Korsakova. En 1921, il monte La Belle au bois dormant, avec la légendaire ballerine Olga Spessivtseva dans le rôle-titre lors de la première. Cette superbe production, fort bien perçue par le public, s'avère une déconvenue financière aussi bien pour Diaghilev que pour Oswald Stoll, le propriétaire de la salle qui présente le ballet[réf. nécessaire].
Diaghilev passe commande de musiques de ballet auprès de compositeurs réputés comme Claude Debussy (Jeux, 1913) ; Maurice Ravel (Daphnis et Chloé, décor et costumes de Léon Bakst, 1912) ; Erik Satie (Parade, décor et costumes de Pablo Picasso 1917) ; Manuel de Falla (Le Tricorne, décor et costumes de Picasso, 1917) ; Richard Strauss (Josephs-Legende, 1914) ; Sergueï Prokofiev (Ala et Lolly, rejeté par Diaghilev et tourné en Suite scythe, Chout, 1915 et Le Fils prodigue, décor de Georges Rouault, 1929) ; Ottorino Respighi (La Boutique fantasque, décor et costumes d'André Derain, 1918) ; Francis Poulenc (Les Biches, décor et costumes de Marie Laurencin, 1923) et d'autres. Le compositeur probablement le plus célèbre pour sa collaboration avec Diaghilev est Igor Stravinsky. Diaghilev auditionne ses essais Feux d'artifice et Scherzo fantastique. Impressionné, il demande à Stravinsky d'adapter des pièces de Frédéric Chopin (pour le ballet Les Sylphides), décor et costumes d'Alexandre Benois. En 1910, il lui commande L'Oiseau de feu, avec des décors et costumes d'Alexandre Golovine et Léon Bakst, Petrouchka, décor et costumes d'Alexandre Benois en 1911 et Le Sacre du printemps en 1913, ainsi que Pulcinella, décor et costumes de Picasso en 1920 et Les Noces en 1923.
De nombreux chorégraphes composent pour son ballet sur diverses musiques. Parmi ceux-ci Michel Fokine, Léonide Massine, Vaslav Nijinski, Bronislava Nijinska ou George Balanchine.
Ainsi, de nombreux décors des ballets russes sont d'abord signés du peintre Léon Bakst, avec lequel Diaghilev est en relation depuis 1898 et qu'il a nommé directeur artistique des Ballets russes. Ils développent ensemble une forme plus complexe de ballet et de scénographie, avec des animations destinées à plaire à un public plus large que celui de l'aristocratie. L'attrait exotique des Ballets russes a pu inspirer les peintres fauvistes et la naissance du style Art déco.[réf. nécessaire]. Mais peu après son arrivée à Paris, Diaghilev s'entoure également d'une avant-garde parisienne qui contribue largement à son succès - au premier rang de laquelle figurent Picasso, les Delaunay, André Derain, Max Ernst, Georges Rouault, Marie Laurencin…
Plusieurs membres des Ballets russes sont devenus des références de l'art chorégraphique en occident : George Balanchine et Ruth Page aux États-Unis, Serge Lifar en France, Ninette de Valois et Marie Rambert en Grande-Bretagne,,.

### Dernières années

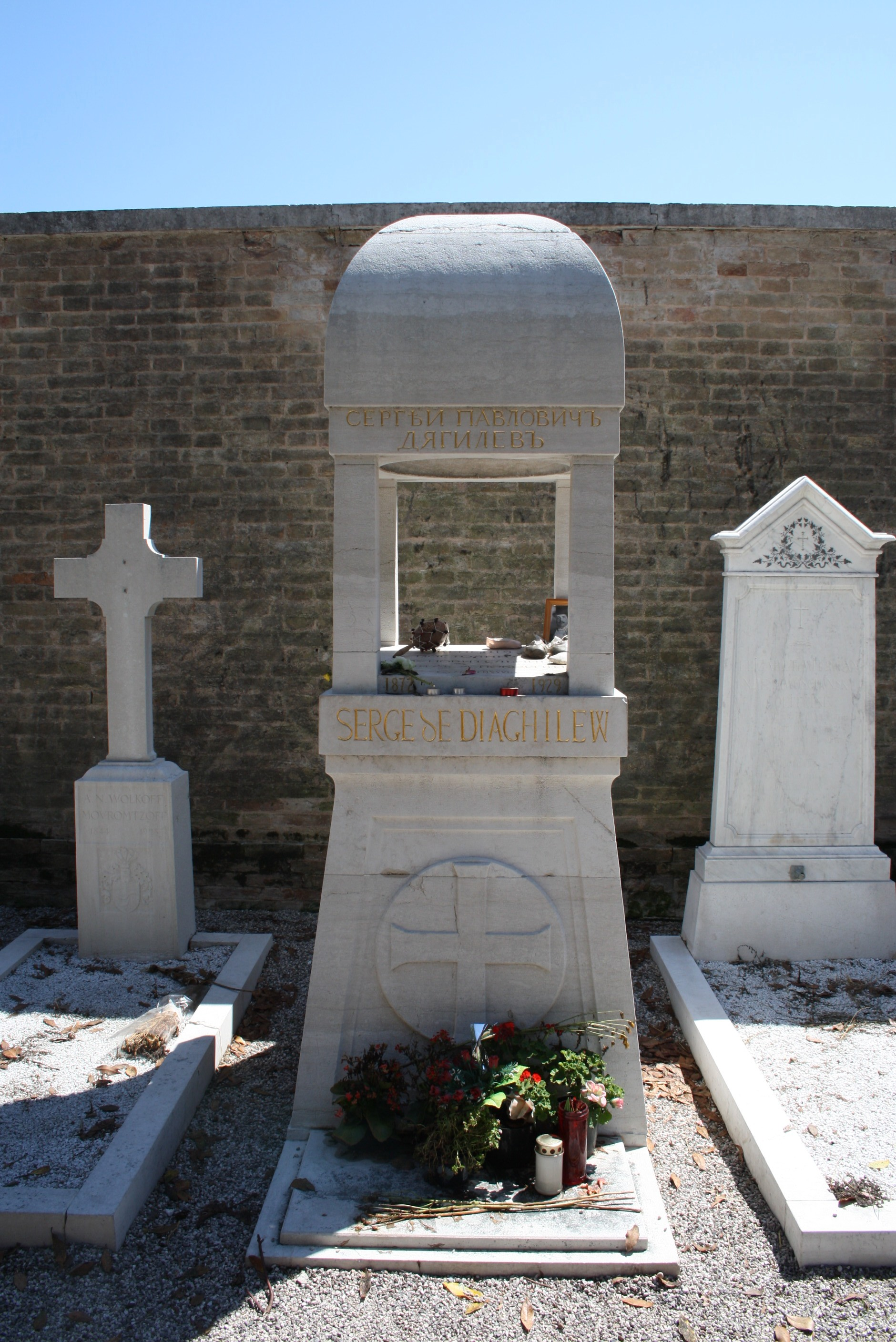
Tombe de Serge de Diaghilev, cimetière de San Michele à Venise.

Bien que les représentations soient couronnées de succès, l'équilibre financier des Ballets russes devient précaire. Ils ne survivront pas au décès de leur créateur en 1929 au Grand Hôtel des Bains du Lido de Venise (Italie).
Diaghilev est inhumé dans le carré orthodoxe du cimetière de San Michele à Venise, où il sera rejoint plus tard par Igor Stravinsky, enterré quelques tombes plus loin.
La place Diaghilev, située derrière l'opéra Garnier à Paris, porte son nom depuis 1965.
Le musée d’art moderne de l’université de Saint-Petersbourg a été nommé en l’honneur de Serge Diaghilev.

### Filmographie
- Nijinski, film réalisé par Herbert Ross en 1980.

#### Bases de données et dictionnaires
- Ressources relatives aux beaux-arts :   - AGORHA
  - Artists of the World Online
  - British Museum
  - Grove Art Online
  - MutualArt
  - RKDartists
  - Union List of Artist Names
- Ressources relatives à la musique :   - International Music Score Library Project
  - Grove Music Online
  - MusicBrainz
  - Muziekweb
  - Répertoire international des sources musicales
- Ressource relative à la vie publique :   - Documents diplomatiques suisses 1848-1975
- Ressource relative au spectacle :   - Archives suisses des arts de la scène
- Ressource relative à plusieurs domaines :   - Radio France
- Notices dans des dictionnaires ou encyclopédies généralistes :   - Britannica
  - Brockhaus
  - Den Store Danske Encyklopædi
  - Deutsche Biographie
  - Enciclopedia italiana
  - Gran Enciclopèdia Catalana
  - Hrvatska Enciklopedija
  - Internetowa encyklopedia PWN
  - Nationalencyklopedin
  - Proleksis enciklopedija
  - Store norske leksikon
  - Treccani
  - Universalis
- Notices d'autorité :   - VIAF
  - ISNI
  - BnF (données)
  - IdRef
  - LCCN
  - GND
  - Italie
  - Japon
  - CiNii
  - Espagne
  - Belgique
  - Pays-Bas
  - Pologne
  - Israël
  - NUKAT
  - Catalogne
  - Suède
  - Vatican